# Refuge Pageau
Pour les articles homonymes, voir Pageau.
Le Refuge Pageau  est un refuge pour animaux sauvages situé près de la ville d’Amos (Québec) en Abitibi-Témiscamingue.

## Histoire
Le Refuge Pageau est un organisme à but non lucratif qui a été créé en 1986 à l’initiative de Michel Pageau, un ancien trappeur et de sa femme Louise. Après avoir recueilli temporairement de jeunes orignaux, ils n’ont d’autre choix que de construire un enclos pour les garder de façon permanente étant donné leur exposition à l’humain. C’est de là qu'est née l’idée de créer un refuge pour les animaux sauvages. Ces orignaux ont donc été les premiers pensionnaires officiels du Refuge. C’est pour permettre à la population de venir observer la faune que monsieur Pageau et sa femme décident de faire de leur refuge un lieu ouvert au public. Au départ, d’une plus petite taille, le Refuge Pageau agrandit et améliore ses installations avec les dons et subventions qu’il obtient. En 2008, le ministère du Tourisme leur octroie une aide financière de 300 000 $ pour l’amélioration et l’agrandissement de leurs infrastructures. En 2010, c’est le Gouvernement du Canada qui offre une contribution de 458 900 $ pour continuer les travaux d’aménagement entrepris par le Refuge.

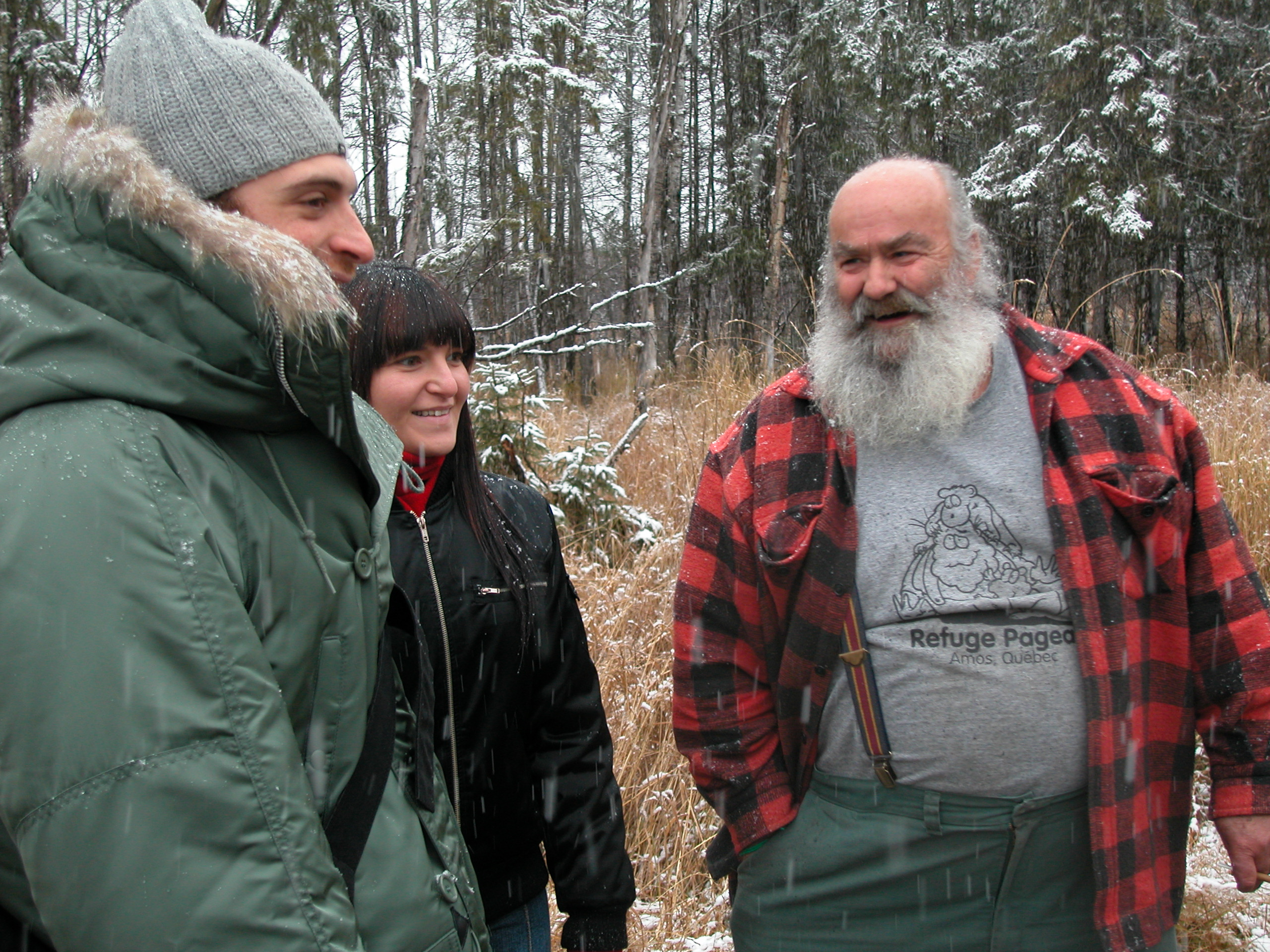
Michel Pageau accueillant des invités du Festival du cinéma international en Abitibi-Témiscamingue en 2004

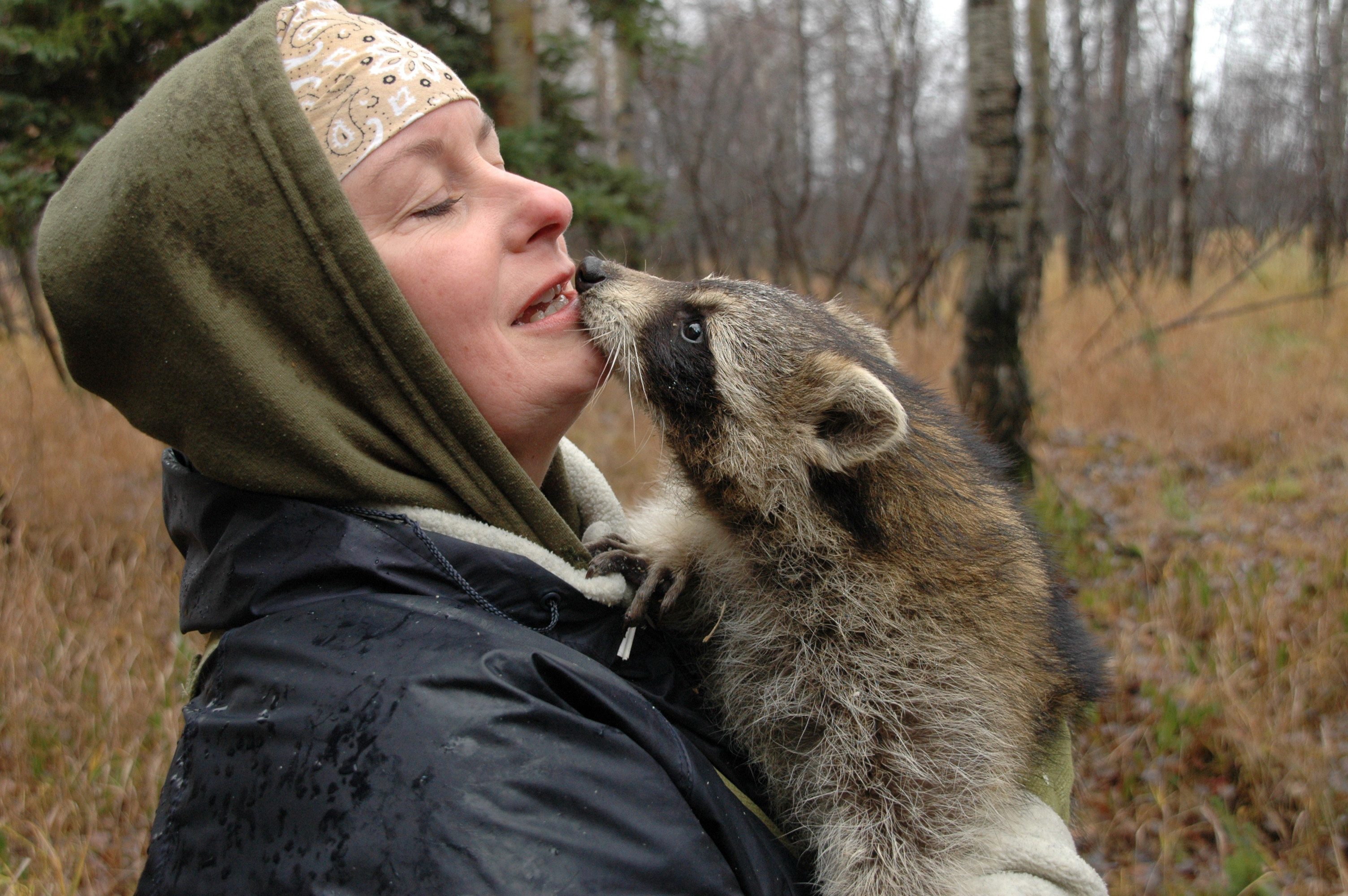
Nathalie, la fille aînée de Michel et Louise, avec un raton laveur

## Le refuge
Le Refuge Pageau a comme première mission de recueillir les animaux sauvages malades ou blessés pour leur procurer les soins nécessaires à leur réadaptation et ainsi les remettre en liberté. Certains sont gardés à plus long terme ou ne peuvent plus être relâchés dans la nature en raison de condition physique particulière ou du contact avec l’humain. Ces animaux deviennent des pensionnaires à vie et sont logés dans des environnements adaptés à leur mode de vie. Sur le nombre total d’animaux recueillis chaque année par le refuge, environ 70 % peuvent être relâchés.  Le Refuge Pageau a également comme objectif de sensibiliser la population à la protection de la faune. Depuis son ouverture, le Refuge a reçu des milliers d’animaux. Ces animaux proviennent majoritairement de l’Abitibi-Témiscamingue, mais quelques fois des espèces en provenance d’autres régions du Québec sont envoyées au refuge. Les animaux sont apportés au refuge par des agents de conservation de la faune au Québec ou par la population. 
Le Refuge Pageau constitue un attrait touristique important pour la ville d'Amos et aussi pour la région de l'Abitbi-Témiscamingue . Pour l’année 2012, le Refuge a  reçu 26 984 visiteurs ce qui représente une augmentation de l’achalandage de 4 % comparé à l’année antérieure. De plus, en 2010 et en 2014, le Refuge Pageau s'est classé parmi les Lauréats régionaux pour les Grands prix du tourisme québécois pour l'Abitibi-Témiscamingue. Il a remporté deux fois le prix attraction touristique de 25 000 à 100 000 visiteurs.

## Les espèces

### Forêt boréale
Les espèces recueillies au refuge proviennent toutes de la forêt boréale. Le Refuge héberge, entre autres, des orignaux, des loups, des ours noirs, des renards, des castors, des lynx, des ratons laveurs ainsi que différents oiseaux de proie. Les espèces varient de saison en saison.

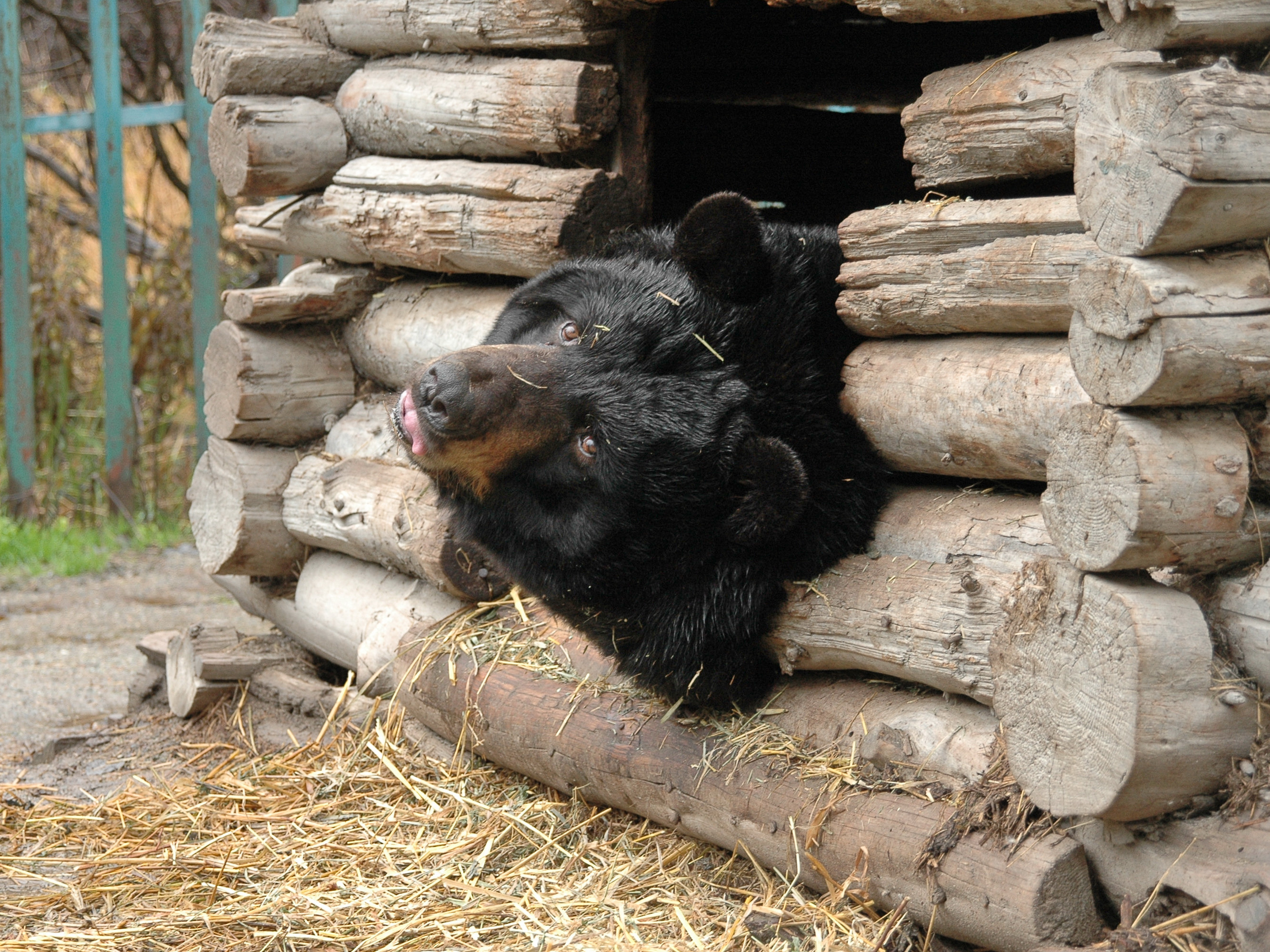
Le vieux Joe
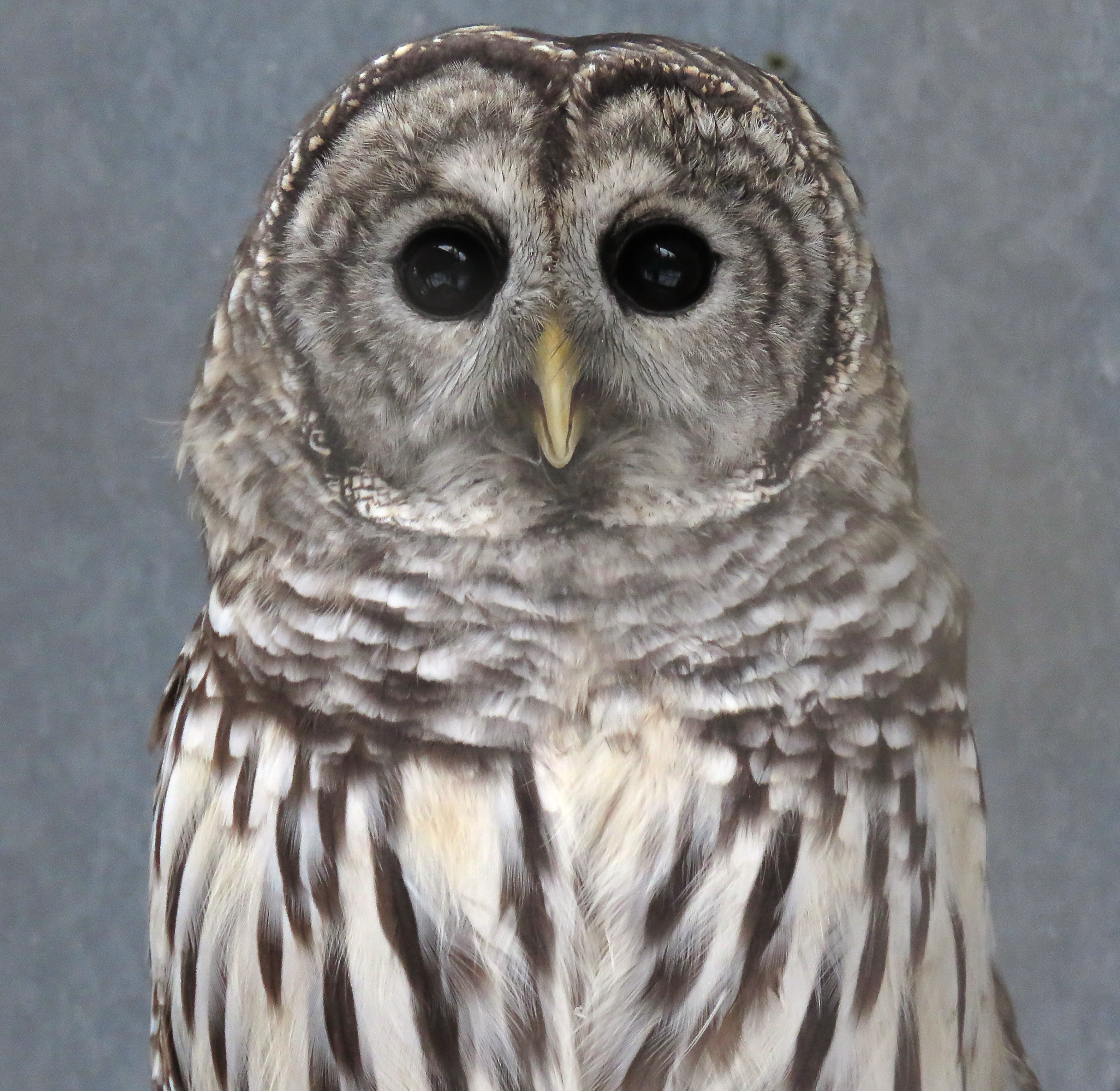
Chouette rayée
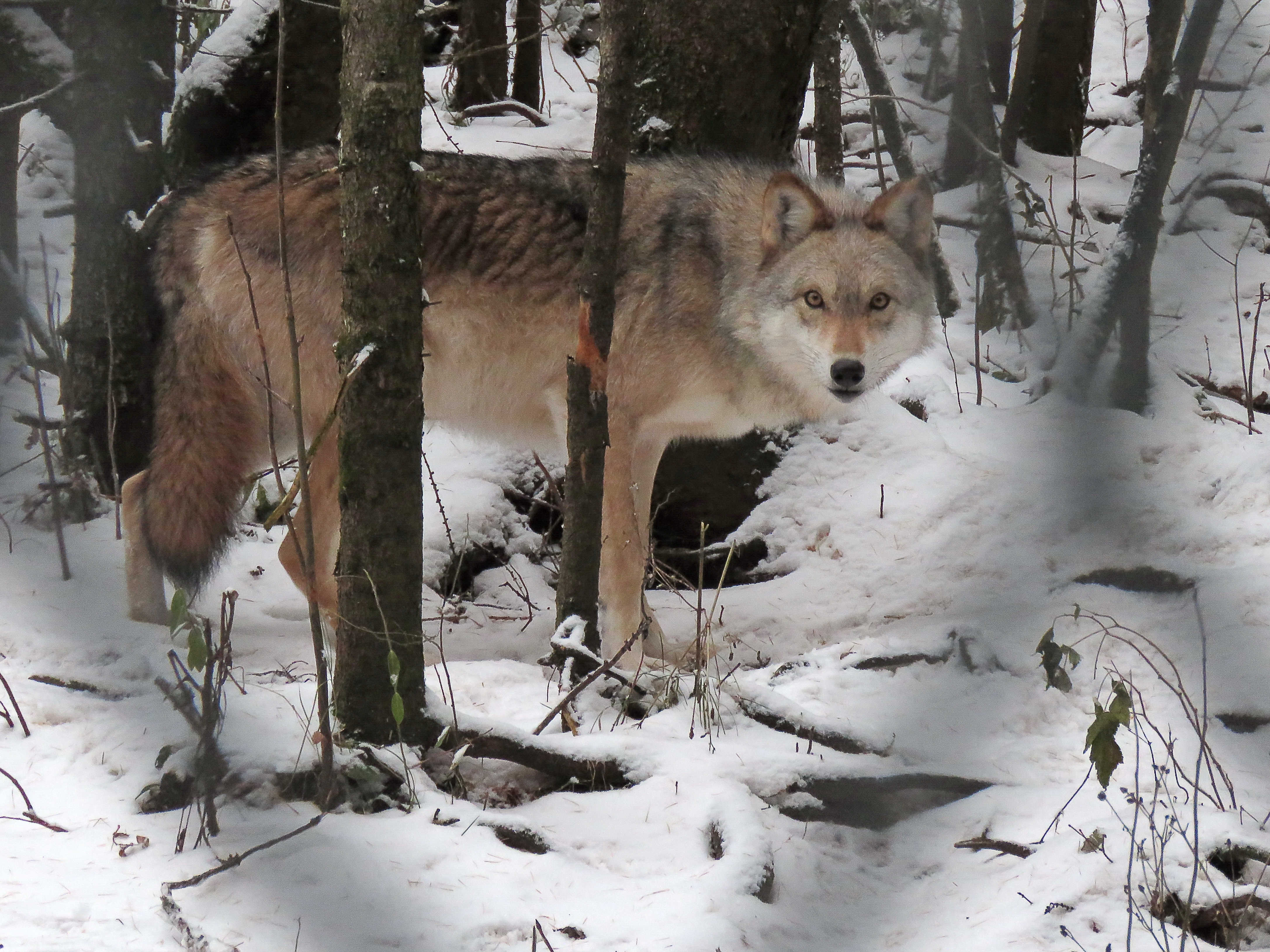
L'enclos des loups
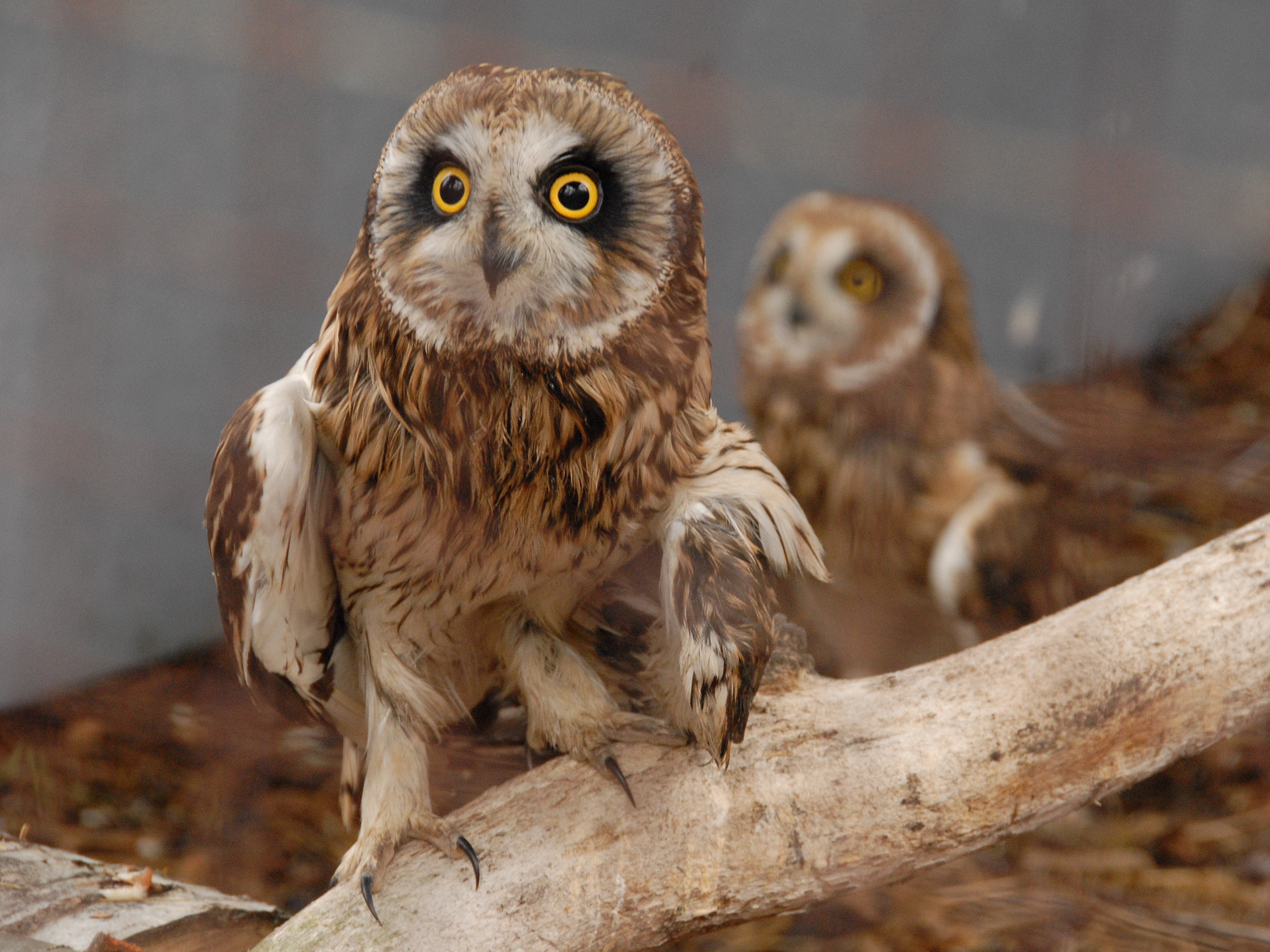
Hibou des marais
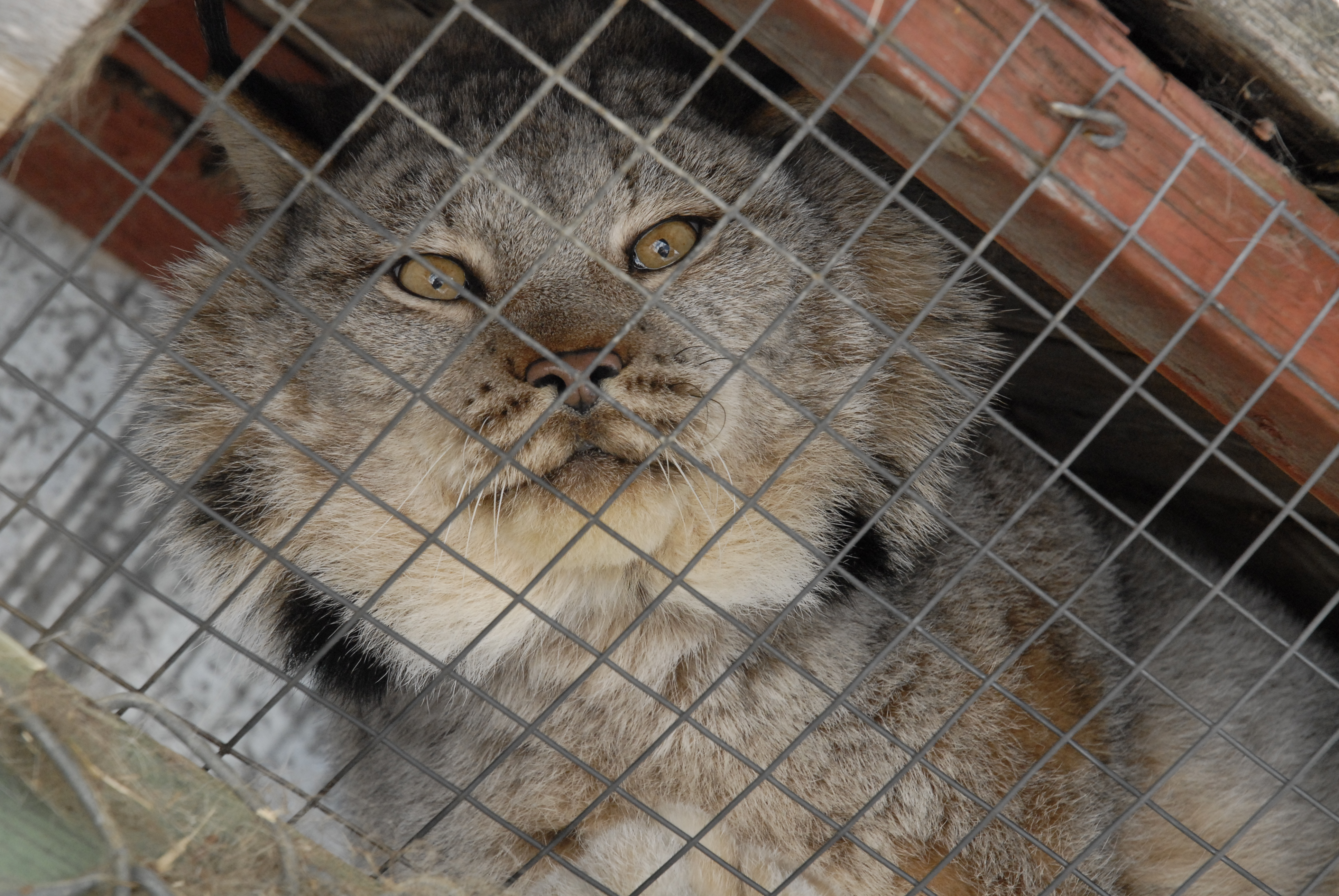
Lynx